# Franz Zehetmayer (Eishockeyspieler)
Franz Zehetmayer (* 18. November 1916 in Wien; † März 1992 ebenda) war ein österreichischer Eishockeyspieler.

## Karriere
Franz Zehetmayer spielte ab 1934 beim EK Engelmann Wien (EKE) und gewann mit diesem mehrfach die österreichische Meisterschaft, unter anderem 1938. Ein Jahr später, nach dem Anschluss Österreichs, gewann Zehetmayer mit dem EKE die deutsche Meisterschaft.
Nach dem 1939 erfolgten Zusammenschluss vom Wiener Eislauf-Verein (WEV) und dem EK Engelmann zur Wiener EG spielte er dort weiter und gewann mit dieser 1940 den deutschen Meistertitel.
Während des Zweiten Weltkriegs diente er in der deutschen Wehrmacht.
International vertrat er die österreichische Eishockeynationalmannschaft bei der Eishockey-Weltmeisterschaft 1938. Nach dem Zweiten Weltkrieg spielte er für das Nationalteam bei der Weltmeisterschaft 1947 und gewann die Bronzemedaille. 1949 beendete er seine Karriere. Er wurde am Friedhof der Feuerhalle Simmering beigesetzt. Das Grab ist bereits aufgelassen.